# Jenifer
Jenifer Yaël Dadouche-Bartoli, conosciuta con il nome di Jenifer (Nizza, 15 novembre 1982), è una cantante francese.

## Biografia
Come se fosse destino nasce e cresce nel distretto chiamato "quartier des musiciens". Nel 1997 a 15 anni partecipa al concorso canoro "Graines de Star" con il nome di Jenifer Bartoli. Va quindi a Parigi, dove si esibisce in vari locali e manifestazioni. La svolta per la sua carriera arriva quando partecipa alla prima edizione del programma "Star Academy" dove ottiene la vittoria. Ormai diventata una cantante conosciuta parte per un tour che la porta in giro dall'ottobre del 2002 al gennaio del 2003.
Con il suo primo album intitolato Jenifer vende oltre 900 000 copie e diventa la seconda artista dopo Céline Dion ad aver venduto il maggior numero di copie con il disco d'esordio. Vanta la collaborazione di diversi autori tra i quali Marc Lavoine. Nel frattempo incide in duetto con Johnny Hallyday la canzone Je te promets; lo stesso Johnny la invita nel suo tour per eseguire insieme la canzone durante le tappe.
In questo periodo inizia a convivere con il compositore Maxim Nucci dal quale ha un figlio, Aaron, nato il 5 dicembre 2003.
Nel 2004 viene pubblicato il suo secondo album,Le Passage.
Vende oltre 600 000 copie diventando disco di platino. Anche nel suo secondo album Jenifer può vantare collaborazioni: con Calogero, il gruppo Kyo e Marc Levy. In questo stesso anno vince il premio NRJ Music Awards come miglior artista di lingua francese.
Subito dopo la pubblicazione del suo secondo album Jenifer comincia un tour di 90 tappe che la porta ad esibirsi in giro per la Francia. Si esibisce inoltre per ben quattro volte allo Zénith di Parigi e per due volte all'Olympia facendo registrare sempre il tutto esaurito.
La sua consacrazione definitiva arriva nel 2005 quando pubblica il suo primo album live, Jenifer Fait Son Live, che diventa disco d'oro in meno di un anno.
Nel 2006 diventa madrina dell'associazione umanitaria "Chantal Mauduit" che offre assistenza agli orfani nepalesi. Si reca così in Nepal, dove resta per 10 giorni, per visitare l'associazione e contribuire concretamente con il suo aiuto.
Presta la voce al personaggio di Heather l'opossum nel doppiaggio francese del film La gang del bosco.
Nel 2007 viene pubblicato il suo quarto album, il terzo in studio, Lunatique, lanciato dal singolo Tourner ma page ma anche con un inedito non contenuto nell'album, ma solo in download digitale intitolato Mal lunée.
Sempre nel corso del 2007 (esattamente l'11 dicembre) nel celebre museo parigino Grévin è stata inaugurata la sua statua di cera.
Il 22 novembre 2010 esce per il mercato discografico francese il quinto album di Jenifer intitolato Appelle-moi Jen che contiene undici brani inediti nel disco CD, più un dodicesimo per il download digitale intitolato Circus, casa discografica Mercury-Universal. Il primo singolo estratto dall'album si intitola Je danse con il quale trasmesso il relativo video musicale in televisione. Migliore posizione raggiunta nella CD Top Album France: 13º posto come New Entry il 29 novembre 2010.

## Discografia

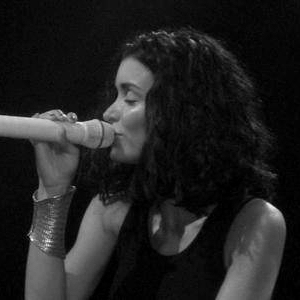
Jenifer al teatro Olympia nel 2005

### Album in studio
- 2002 – Jenifer
- 2004 – Le Passage
- 2007 – Lunatique
- 2010 – Appelle-moi Jen
- 2012 – L'Amour et Moi

### Live
- 2005 – Jenifer fait son live

### Singoli
- 2002 – J'attends l'amour
- 2002 – Au soleil
- 2002 – Des mots qui résonnent!
- 2003 – Donne-moi le temps
- 2004 – Ma révolution
- 2004 – Le Souvenir de ce jour
- 2005 – C'est de l'or
- 2005 – Serre-moi
- 2007 – Tourner ma page
- 2008 – Comme un hic
- 2008 – Si c'est une île
- 2010 – Je danse
- 2011 – L'Envers du paradis
- 2011 – L'Amour fou
- 2012 – Sur le fil
- 2012 – L'Amour & Moi
- 2012 – Les Jours Electriques

## Premi
| Anno | Premio                  | Categoria                                    | Risultato |
| ---- | ----------------------- | -------------------------------------------- | --------- |
| 2003 | Victoires de la Musique | Album rivelazione dell'Anno                  | Vincita   |
| 2003 | NRJ Music Awards        | Rivelazione Francese dell'Anno               | Vincita   |
| 2004 | NRJ Music Awards        | Miglior Artista Femminile Francese dell'Anno | Vincita   |
| 2004 | MTV Europe Music Awards | Miglior Artista Francese dell'Anno           | Vincita   |
| 2005 | NRJ Music Awards        | Miglior Artista Femminile Francese dell'Anno | Vincita   |
| 2005 | NRJ Music Awards        | Miglior Album Francese dell'Anno             | Vincita   |
| 2006 | NRJ Music Awards        | Miglior Artista Femminile Francese dell'Anno | Vincita   |
| 2008 | NRJ Music Awards        | Miglior Artista Femminile Francese dell'Anno | Vincita   |
| 2009 | NRJ Music Awards        | Miglior Artista Femminile Francese dell'Anno | Vincita   |
| 2011 | NRJ Music Awards        | Miglior Artista Femminile Francese dell'Anno | Vincita   |

## Curiosità
- Dal 2003 prende parte al progetto Les Enfoirés, un progetto composto da cantanti francesi che si esibiscono per beneficenza (i ricavati vanno all'associazione Les Restos du Cœur).
- Ha seguito dei corsi di recitazione per un film la cui uscita è prevista per la fine del 2009.
- Ha partecipato a diversi concerti benefici.
- Nel 2004 ha inciso a scopo benefico la cover del celebre brano For Me... Formidable di Charles Aznavour in duo con Alizée per la lotta contro il cancro.